# Scaled Composites Proteus
Scaled Composites Model 281 Proteus je bilo dvomotorno reaktivno visokovišinsko eksperimentalno letalo s tandem krili. Glavni konstruktor je bil Burt Rutan. Namen je bil testirati praktičnost uporabe visokovišinskega letala za telekomunikacijo, kasneje se je uporabljal za številna testiranja npr. NASA TRACE-P, NASA CLAMS, NASA Crystal-FACE, IHOP 2002, ARTIS kamera in Global Hawk radar.
Proteus je lahko letel na višini okrog 65000 čevljev (20000 m), čas leta na tej višini je bil več kot 18 ur. 

## Specifikacije (Proteus)
Podatki iz Jane's All the World's Aircraft 2003–2004; Jackson 2003, p. 711.
Splošne značilnosti
- Posadka: 2
- Dolžina: 56 ft 4 in (17,17 m)
- Razpon kril: 77 ft 7 in (23,65 m)
- Višina: 17 ft 8 in (5,38 m)
- Površina kril: 300,5 sq ft (27,92 m2)
- Teža praznega letala: 5.860 lb (2.658 kg)
- Maks. vzletna teža: 12.500 lb (5.670 kg)
- Pogon letala: 2 × Williams FJ44-2 turbofan, 2.293 lbf (10,20 kN) potisk motorjev vsak

Zmogljivost
- Maks. hitrost: 313 mph (504 km/h; 272 kn)
- Potovalna hitrost: 219 mph (190 kn; 352 km/h) na višini 20000 čevljev
- Trajanje leta: 14 ur, 1.150 mi (1.850 km) od baze
- Višina leta (servisna): 61.000 ft (18.593 m)
- Hitrost vzpenjanja: 3.400 ft/min (17 m/s)